# Push Pull (álbum)
Push Pull es el sexto álbum de estudio de la banda de rock alternativo Hoobastank, fue lanzado el 25 de mayo de 2018, por Napalm Records. Es su primer álbum después de seis años de inactividad, como continuación de su anterior álbum Fight or Flight de 2012. El primer sencillo, More Beautiful, fue publicado el 4 de abril.

## Lista de canciones
Todas las canciones escritas y compuestas por Douglas Robb, Daniel Estrin, Chris Hesse and Jesse Charland. 
| N.º | Título                               | Duración |  |
| 1.  | «Don't Look Away»                    | 3:29     |  |
| 2.  | «Push Pull»                          | 3:08     |  |
| 3.  | «More Beautiful»                     | 3:53     |  |
| 4.  | «Head Over Heels»                    | 3:58     |  |
| 5.  | «True Believer»                      | 3:21     |  |
| 6.  | «Just Let Go (Who Cares If We Fall)» | 2:58     |  |
| 7.  | «Better Left Unsaid»                 | 3:34     |  |
| 8.  | «We Don't Need the World»            | 3:56     |  |
| 9.  | «Buzzkill (Before You Say Goodbye)»  | 3:58     |  |
| 10. | «Fallen Star»                        | 4:21     |  |
| 11. | «There Will Never Be Another One»    | 4:25     |  |

## Personal
Hoobatank
- Doug Robb - voz
- Dan Estrin - guitarra
- Jesse Charland - bajo
- Chris Hesse - batería